# The Word
In the beginning was the Word (kurz The Word) ist ein kostenloses Bibelprogramm für Windows. Die aktuelle Version ist The Word 6.0. Die Programmoberfläche kann auf Deutsch, Englisch, Griechisch, Niederländisch und viele andere Sprachen, darunter sogar Chinesisch, eingestellt werden.
Das Programm wird von Costas Stergiou (Griechenland) entwickelt.

## Funktionsmerkmale
Funktionsmerkmale von The Word:
- Verschiedene Bibelübersetzungen in mehreren Sprachen anzeigen; insbesondere volle Unterstützung für griechische Texte
- Parallelansicht um mehrere Übersetzungen Vers-für-Vers zu vergleichen
- Anlegen eigener Notizen zu jedem Vers, Kapitel, Buch oder Thema
- Zusammenstellen eigener Verslisten per Drag & Drop
- Suchfunktion mit umfangreichen Einstellungsmöglichkeiten (u. a. durch reguläre Ausdrücke)
- Bibelstellen markieren und formatieren
- Verschiedene Navigationsmöglichkeiten zu einer Bibelstelle: Bibelbaum, Auswahlmenü, freie Stelleneingabe
- Hohe Flexibilität bei der Anordnung verschiedener Ansichten (Bibeltexte, Notizen, Suchergebnisse)
- Clipboard-Monitor: überwacht die Zwischenablage. Wenn eine Bibelstelle kopiert wurde, zeigt ein kleines Fenster den Bibeltext der Stelle an. Die Funktion ist an- und abstellbar.
- Kopieren der Verse aus dem Programm mit benutzerdefinierten Formatierungen
- Allgemein eine hohe Arbeitsgeschwindigkeit durch intelligent und intuitiv angelegte Benutzeroberfläche

In der 2009 veröffentlichten Version 3.0 wurden zahlreiche weitere Funktionen implementiert wie:
- Querverweise (in Bibelmodulen und Anlegen eigener Verweise)
- Bidirektionale Texte (z. B. Hebräisch oder Arabisch)
- Strong-Nummern und morphologische Schlüssel
- Zwischenüberschriften
- Fußnoten
- Einbindung von weiterem Studienmaterial, wie Kommentare, Lexika oder Bücher
- Erstellung eigener Module
- Überarbeitete Suchmaschine (z. B. Suche auch in Modulen)
- Volle Unicode-Unterstützung

Neue wesentliche Funktionen der Version 4.0 (veröffentlicht 2012):
- vordefinierte oder individuell erstellte Bibellektürepläne können verwendet werden
- Möglichkeit der Organisation der täglichen Lektüre
- neues, integriertes Installationsprogramm für Module
- hohe individuelle Anpassbarkeit an die Bedürfnisse des Benutzers durch Einbindung eigener Inhalte

## Verfügbare Bibelmodule
Auf der Internetseite von The Word ist eine Vielzahl von Bibelmodulen zum kostenlosen Download verfügbar. Für The Word 3 steht außerdem ein Konvertier-Programm zur Verfügung, mit dem Bibelmodule von Formaten anderer Bibelprogramme in das The Word-Format konvertiert werden können. Der Konverter kann zum Beispiel Module der Formate Zefania XML und Unbound Bible sowie vom Bibelprogramm e-Sword umwandeln. Durch einen breiten Benutzerkreis werden laufend Module erstellt und meist ebenfalls kostenlos zur Verfügung gestellt. Im Forum von The Word wird auf diese hingewiesen. Es werden außerdem kostenpflichtige Bibelmodule angeboten, so z. B. die deutschen Übersetzungen Luther 2017, Neue Genfer Übersetzung, Elberfelder Übersetzung Edition CSV und die Schlachter 2000.